# Gain scheduling
Il gain scheduling (in italiano: pianificazione dei guadagni) è una soluzione empirica per rendere un controllore adattativo, utilizzata nei sistemi di controllo in diverse applicazioni come quelle aeronautiche, in quelle automobilistiche e nei sistemi di produzione e conversione dell'energia elettrica. Più recentemente gli studi sui controlli robusti hanno fornito strumenti come la definizione della stabilità secondo Lyapunov e la teoria dell'iperstabilità, con cui è possibile sintetizzare per via analitica algoritmi di controllo adattativi superiori o altrettanto performanti. Tuttavia nonostante questi metodi siano promettenti i metodi di gain scheduling sono ancora molto utilizzati.

## Principio di funzionamento
L'idea alla base del gain scheduling è quella di progettare il controllore per diversi punti di funzionamento del sistema da controllare, che può essere costituito ad esempio da un motore; le diverse configurazioni, essendo frutto di un'approssimazione, riescono a garantire il rispetto delle specifiche solo localmente al punto di lavoro. Dunque, si interpolano i parametri ottenuti nelle diverse configurazioni, rendendoli variabili con il punto di funzionamento.
È possibile dimostrare la stabilità solo per sistemi LTV ed in condizioni particolarmente stringenti, per questo motivo il controllore è sottoposto a numerose prove di validazione sperimentale.

## Progettazione del controllore
Il gain scheduling si applica su sistemi non lineari, per i quali un controllo lineare classico non riesce a soddisfare le specifiche in termini di stabilità e prestazioni.
Il primo passo consiste nell'individuazione di una cosiddetta variabile di scheduling, ovvero un parametro che caratterizza le variazioni del sistema, ad esempio per un motore a combustione interna si sceglie la velocità di rotazione.
La scelta della variabile di scheduling determina in maniera importante le prestazioni del controllore e viene effettuata attraverso considerazioni sulla natura del sistema da controllare.
Il sistema viene linearizzato in un numero N di punti, che rappresentano N valori della variabile di scheduling. Si ottengono N rappresentazioni lineari, valide localmente al valore della variabile di scheduling, sulle quali è possibile tarare un controllore lineare (ad esempio PID o  LQG). Il set di parametri ottenuto viene interpolato per ricavare delle leggi (continue) di variazione dei parametri del controllore.
Successivamente, il controllore viene sottoposto a prove sperimentali per accertare il rispetto delle specifiche di progetto. In genere si ottiene il rispetto delle specifiche solo per condizioni di regime sulla variabile di scheduling, mentre durante i transitori è difficile garantire il rispetto delle specifiche in modo stringente. Infatti, durante i transitori sulla variabile di scheduling compaiono delle dinamiche aggiuntive non considerate in ambito progettuale.

## Vantaggi
Le soluzioni in gain scheduling permettono l'utilizzo delle tecniche di controllo lineare anche per sistemi non lineari e ciò ha decretato il successo di tale approccio, quando non erano disponibili strumenti matematici per la trattazione di sistemi non lineari.
Inoltre i parametri del controllore sono noti a priori e non soffrono di fenomeni di deriva o divergenza, e ciò soprattutto per sistemi critici (come un aeromobile) può rappresentare un vantaggio.

## Svantaggi
Gli svantaggi principali del gain scheduling sono due: il primo è la laboriosità del processo di sintesi del controllore, per via delle numerose identificazioni parametriche (per gli N punti della variabile di scheduling) necessarie; il secondo è nel rischio di avere un controllore troppo distante dalle specifiche, evenienza che obbliga ad una nuova progettazione dell'algoritmo di controllo.